# 生理処理用品

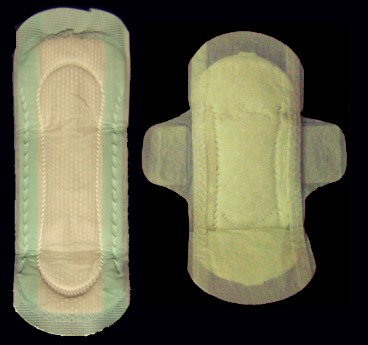
化学製品の生理ナプキン 羽付き（右）と羽なし（左）

生理処理用品（せいりしょりようひん）または生理用品（せいりようひん）とは、女性の月経（生理）における経血を処理するためのものである。生理ナプキンや生理タンポン、月経カップ、月経ディスクなどがある。
日本で流通している生理処理用品は、医薬部外品、もしくは医療機器の指定を受けている。

## 種類
現在用いられている生理処理用品には次のような種類がある。
- ナプキン
  - 紙ナプキン - 日本で最初の製品はアンネ株式会社（1993年にライオンへ吸収合併）が1961年に発売を開始、1963年頃普及した[4]。
- タンポン
- 月経カップ

日本人女性のほとんどが、ナプキンを使用し、タンポンや月経カップはほとんど普及していない。これは、膣にモノや指を入れることに抵抗を感じているためである。
一方、生理処理のために吸収型生理ショーツが用いられることがあるが、薬機法の観点から、この商品は薬事承認を受けておらず、生理用品としては認められていない

## 生理処理用品基準
1966年5月24日の厚生省告示により「生理処理用品の基準」が定められた。これは2008年3月18日厚生労働省告示により廃止され、同日付の厚生労働省医薬食品局長通達「生理処理用品製造販売承認基準」により都道府県知事が生理処理用品にかかる製造販売の承認することとなった。
- 生理処理用品基準を定める件（昭和41年厚生省告示第285号） 1966年5月24日
- 生理処理用品基準を廃止する件（平成20年厚生労働省告示90号） 2008年3月18日
- 生理処理用品製造販売承認基準について（薬食発第0318008号） 2008年3月18日

## 関連文献
- 小野清美『アンネナプキンの社会史』宝島社文庫、2000年、ISBN 4796619445
- 小野清美『生理用品の45年の軌跡』ふくろう出版、2006年、ISBN 978-4861862717
- 田中ひかる『生理用品の社会史』角川ソフィア文庫、2019年、ISBN 978-4044004736